# Ulrich Ier de Neuchâtel
Pour les articles homonymes, voir Ulrich Ier.
Ulrich de Fenis, (1015/20 - ?), dit Ulrich Ier de Neuchâtel, baron de Hasenburg (du nom du château qui existe sur la commune d'Anet), comte de Fenis (aujourd'hui Vinelz près de Cerlier). Il est comte par ses fonctions mais non par ses possessions, en effet ses terres dépendaient du comté de Bargen qui comprenait entre autres Könitz (près de Berne), Anet, Bargen, Nugerol (aujourd'hui disparue cette localité se situait entre Le Landeron et La Neuveville) et Fenis.

## Biographie
Le comté de Fenis avait pour capitale Cerlier où Ulrich fera sa résidence. À cette époque le comté de Neuchâtel était peu peuplé : la ville était en partie ruinée par l'incendie de 1033 qui avait vu s'affronter Otton de Vermandois et Conrad II le Salique, Valangin n'existait pas encore et les rois de Bourgogne ne s'étaient jamais vraiment intéressés à ce territoire. Ulrich va donc s'employer à rebâtir la ville à partir de 1036. 
L'origine de sa possession des terres de Neuchâtel n'est pas formellement établie, deux hypothèses existent. La première voudrait que pour remercier l'un de ses officiers lors de sa prise de Neuchâtel en 1034 l'empereur germanique Conrad II le Salique, alors roi de Bourgogne, octroyait à celui-ci, Ulrich de Fenis, la dignité comtale et la possession de Neuchâtel dont les terres s'étendaient jusqu'à Valangin ; l'autre explique qu'après sa prise de Neuchâtel en 1034 Conrad laissait un territoire désolé, quelques dizaines d'années plus tard ces terres intéressaient un seigneur voisin Mangold Ier de Fenis, fils d'Ulrich de Fenis, grâce à son frère l'évêque Bourcard d'Asuel, très proche de l'empereur germanique Henri IV, ce petit seigneur se voyait remettre la terre de Neuchâtel par le monarque. 
Quelle que soit la façon dont les comtes de Fenis deviennent comtes de Neuchâtel, cela garantit à Conrad d'avoir un vassal pour contenir le comte de Bourgogne Renaud Ier, afin d'éviter d'avoir à revivre la révolte des bourguignons qui eut lieu lors de la succession de Rodolphe III de Bourgogne, mais aussi pour avoir un allié contre Otton de Vermandois qui déjà en 1025 avait tenté une incursion dans le Bassigny en s'attaquant au roi Rodolphe III de Bourgogne.
En 1039 il assiste, avec d'autres hauts barons de la région, au couronnement d'Henri III du Saint-Empire comme Roi des Romains. Lorsque celui-ci est fait Empereur des Romains en 1046, il ne manque pas de confirmer à Ulrich les donations que lui avait fait Conrad II.

## Mariage et succession
Son épouse est inconnue, il a :
- Bourcard de Fenis (Fenis vers 1040 - Bâle le 12 avril 1107), évêque de Bâle ;
- Conon de Fenis (Fenis ? - Cerlier janvier 1107), évêque de Lausanne ;
- Mangold Ier de Neuchâtel, nommé aussi Mangold Ier de Fenis[8], il pourrait-être le troisième fils d'Ulrich Ier de Fenis et donc le père de Mangold et Rodolphe Ier de Fenis[9].

## Sources
- Lionel Bartolini, « Neuchâtel, de » dans le Dictionnaire historique de la Suisse en ligne.
- Romain Jurot, « Fenis, Bourcard de » dans le Dictionnaire historique de la Suisse en ligne.
- Gilbert Coutaz, « Fenis, Conon de » dans le Dictionnaire historique de la Suisse en ligne.
- Kathrin Utz Tremp, « Cerlier (couvent) » dans le Dictionnaire historique de la Suisse en ligne.
- Germain Hausmann, « Corcelles (NE) » dans le Dictionnaire historique de la Suisse en ligne.
- Bern: Schloss Erlach Le château de Cerlier.
- Jonas Boyve, Annales historiques du Comté de Neuchâtel et Valangin depuis Jules-César jusqu'en 1722, E. Mathey, 1854 (lire en ligne), p. 120 à 130.
- Léon Montandon, Hypothèses nouvelles sur les origines de la maison de Neuchâtel, Musée neuchâtelois, 1925 (lire en ligne), p. 177 à 187.
- Paul Vuille, Notes sur les premiers seigneurs de Neuchâtel, Musée neuchâtelois, 1979 (lire en ligne), p. 109 à 122.